# Pöttsching
Pöttsching est une commune autrichienne du district de Mattersburg dans le Burgenland.